# الرابطة التونسية المحترفة لكرة القدم للسيدات
الرابطة التونسية المحترفة لكرة القدم للسيدات (بالفرنسية: Championnat de Tunisie féminin de football)، وهي بطولة كرة القدم للسيدات الأعلى مستوى في تونس تحت تنظيم الجامعة التونسية لكرة القدم والرابطة الوطنية لكرة القدم النسائية. الجمعية الرياضية النسائية بالساحل هو الفريق الأكثر تتويجا بالبطولة برصيد 6 ألقاب.

## فرق موسم 2022–23

### مجموعة الشمال
- الجمعية الرياضية لبنك الإسكان
- الجمعية الرياضية النسائية ببوحجلة
- الجمعية الرياضية النسائية بسوسة
- المستقبل الرياضي بالجريصة
- الاتحاد الرياضي التونسي
- الجمعية الرياضية النسائية بمنزل بورقيبة

### مجموعة الجنوب
- الجمعية الرياضية النسائية بقفصة
- الجمعية الرياضية النسائية بالقطار
- الجمعية الرياضية النسائية بمدنين
- المجد الرياضي بسيدي بوزيد
- الجمعية الرياضية النسائية بسبيطلة
- الجوهرة الرياضية النسائية بصفاقس
- الجمعية الرياضية النسائية بسبيبة

## سجل البطولة

### المواسم
| الموسم  | البطل                                         | الوصيف                                   | م      |
| ------- | --------------------------------------------- | ---------------------------------------- | ------ |
| 2004–05 | الاتحاد الرياضي التونسي                       | الجمعية الرياضية النسائية بالساحل        | [ 3 ]  |
| 2005–06 | المعهد العالي للرياضة والتربية البدنية بالكاف | نادي الخطوط التونسية                     | [ 4 ]  |
| 2006–07 | المعهد العالي للرياضة والتربية البدنية بالكاف | الجمعية الرياضية النسائية بالساحل        | [ 5 ]  |
| 2007–08 | الجمعية الرياضية النسائية بالساحل             | الجمعية الرياضية لبنك الإسكان            | [ 6 ]  |
| 2008–09 | الجمعية الرياضية النسائية بالساحل             |                                          | [ 7 ]  |
| 2009–10 | الجمعية الرياضية لبنك الإسكان                 | نادي الخطوط التونسية                     | [ 8 ]  |
| 2010–11 | لم تلعب بسبب الثورة التونسية                  | لم تلعب بسبب الثورة التونسية             | [ 9 ]  |
| 2011–12 | الجمعية الرياضية النسائية بالساحل             |                                          |        |
| 2012–13 | الجمعية الرياضية النسائية بالساحل             | نادي الخطوط التونسية                     | [ 10 ] |
| 2013–14 | الجمعية الرياضية النسائية بالساحل             |                                          | [ 11 ] |
| 2014–15 | نادي الخطوط التونسية                          | الجمعية الرياضية النسائية بالساحل        | [ 12 ] |
| 2015–16 | نادي الخطوط التونسية                          | الجمعية الرياضية النسائية بالساحل        | [ 13 ] |
| 2016–17 | الجمعية الرياضية النسائية بالساحل             | الجمعية الرياضية لبنك الإسكان            | [ 14 ] |
| 2017–18 | الجمعية الرياضية لبنك الإسكان                 | الاتحاد الرياضي التونسي                  | [ 15 ] |
| 2018–19 | الجمعية الرياضية لبنك الإسكان                 | الجمعية الرياضية النسائية بالساحل        | [ 16 ] |
| 2019–20 | لم تكتمل بسبب جائحة فيروس كورونا في تونس      | لم تكتمل بسبب جائحة فيروس كورونا في تونس | [ 17 ] |
| 2020–21 | الجمعية الرياضية النسائية بسوسة               | الجمعية الرياضية لبنك الإسكان            | [ 18 ] |
| 2021–22 | الجمعية الرياضية لبنك الإسكان                 | الجمعية الرياضية النسائية بالساحل        | [ 19 ] |
| 2022–23 | الجمعية الرياضية النسائية ببوحجلة             | الجمعية الرياضية النسائية بسوسة          |        |

### الألقاب
| المرتبة | النادي                                        | البطل | الوصيف | سنوات البطولة                                        | سنوات الوصافة                                        |
| ------- | --------------------------------------------- | ----- | ------ | ---------------------------------------------------- | ---------------------------------------------------- |
| 1       | الجمعية الرياضية النسائية بالساحل             | 6     | 6      | 2007–08، 2008–09، 2011–12، 2012–13، 2013–14، 2016–17 | 2004–05، 2006–07، 2014–15، 2015–16، 2018–19، 2021–22 |
| 2       | الجمعية الرياضية لبنك الإسكان                 | 4     | 3      | 2009–10، 2017–18، 2018–19، 2021–22                   | 2007–08، 2016–17، 2020–21                            |
| 3       | نادي الخطوط التونسية                          | 2     | 3      | 2014–15، 2015–16                                     | 2005–06، 2009–10، 2012–13                            |
| 4       | المعهد العالي للرياضة والتربية البدنية بالكاف | 2     | 0      | 2005–06، 2006–07                                     |                                                      |
| 5       | الاتحاد الرياضي التونسي                       | 1     | 1      | 2004–05                                              | 2017–18                                              |
| 5       | الجمعية الرياضية النسائية بسوسة               | 1     | 1      | 2020–21                                              | 2022–23                                              |
| 7       | الجمعية الرياضية النسائية ببوحجلة             | 1     | 0      | 2022–23                                              |                                                      |

## روابط خارجية
- صفحة الدوري التونسي للسيدات على موقع كوووة.
- الموقع الرسمي للجامعة التونسية لكرة القدم.
- الرابطة التونسية المحترفة لكرة القدم للسيدات على موقع مؤسسة إحصاءات وثيقة لرياضة كرة القدم